# Pepelj
Pepelj (Servisch cyrillisch Пепељ) is een plaats in de Servische gemeente Bajina Bašta. De plaats telt 180 inwoners (2002).